# Sanatorio di Paimio
(Alvar Aalto)
Il sanatorio di Paimio (in finlandese Paimion parantola) è un sanatorio situato nella cittadina finlandese di Paimio, progettato da Alvar Aalto e la moglie Aino.

## Storia

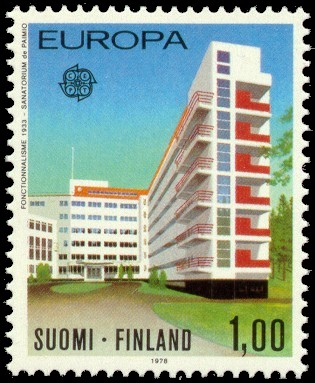
Omaggio filatelico al Sanatorio di Paimio emesso in Finlandia nel 1978

Con il loro progetto nel 1928 Aalto e la moglie Aino vinsero il concorso; l'edificio fu costruito tra il 1929 e il 1933. Per la sua realizzazione parteciparono con propri contributi 48 comuni e 4 città, l'ospedale è situato in mezzo ad una vasta area di colline moreniche ricoperte di boschi, lontano dai centri abitati. Aalto, nonostante a quel tempo fosse un architetto poco più che esordiente, risolse il progetto con una serie di innovazioni stilistiche di qualità tali da rendere il sanatorio di Paimio un'opera di notevole qualità architettonica, una realizzazione emblematica dell'architettura organica.
Così, tuttavia, non apparve ai contemporanei di Aalto, i quali - spaventati da un approccio progettuale così distante da quello sostenuto dalla tradizione e temendo che la buona reputazione dell'Ordine degli Architetti Finlandesi si danneggiasse - arrivarono persino a discutere dell'ipotesi di far realizzare l'opera a qualche altro architetto. Ciò per fortuna non avvenne, e Aalto poté realizzare l'edificio senza ripensamenti o cambiamenti in corso d'opera, l'opera fu completata nel 1935.
Il successo riscosso dall'opera fu esplosivo: calorosissimi, in particolare, furono i giudizi di Sigurd Frosterus, stimato architetto e filosofo, e di Gustaf Strengell, per il quale il Sanatorio «con la sua profonda, tenace volontà di ottenere chiarezza e purezza senza alcun riguardo per considerazioni accidentali» era da considerarsi l'edificio più significativo mai costruito in Finlandia nei trent'anni successivi al tramonto del Romanticismo nazionale. La struttura è oggi considerata uno dei capolavori più alti della carriera prebellica dell'architetto.

## Il complesso architettonico
Il Sanatorio, ubicato nella città finlandese di Paimio, a poca distanza da Turku, presenta nella sua generale volumetria tre corpi di fabbrica assimilabili per la loro conformazione spaziale a «stecche» rettilinee dalle lunghezze e altezze differenti. Il primo corpo di fabbrica comprende duecentonovanta camere di degenza, si sviluppa su sei piani ed è orientato verso sud; la seconda stecca accoglie le sale da pranzo e i soggiorni, mentre la terza contiene le cucine e i servizi vari.

### La stecca degli ammalati
Il complesso è modellato partendo dall'unità base che è la camera dei malati. L'ala con le camere di degenza è costituita da una stecca lineare e sottile, sorretto da un unico ordine di pilastri, in maniera tale che tutte le stanze abbiano la stessa esposizione a sud-sudest. Al contrario le aule di soggiorno e i relativi terrazzi sono orientate ciascuna in maniera che il panorama sia uno diverso dall'altro e che il malato possa sempre scegliere fra zona d'ombra o soleggiata. I solarium sono di ampiezze varie per favorire liberi raggruppamenti anche per piccoli gruppi di ammalati.
La camera tipo è progettata tenendo conto della posizione di riposo orizzontale degli ospiti: le pareti di ogni stanza sono dipinte con un colore neutro, il soffitto, invece, è un po’ più scuro. Dal soffitto colorato il riscaldamento si irradia verso il basso, inoltre un particolare sistema di ricambio dell'aria evita le correnti.

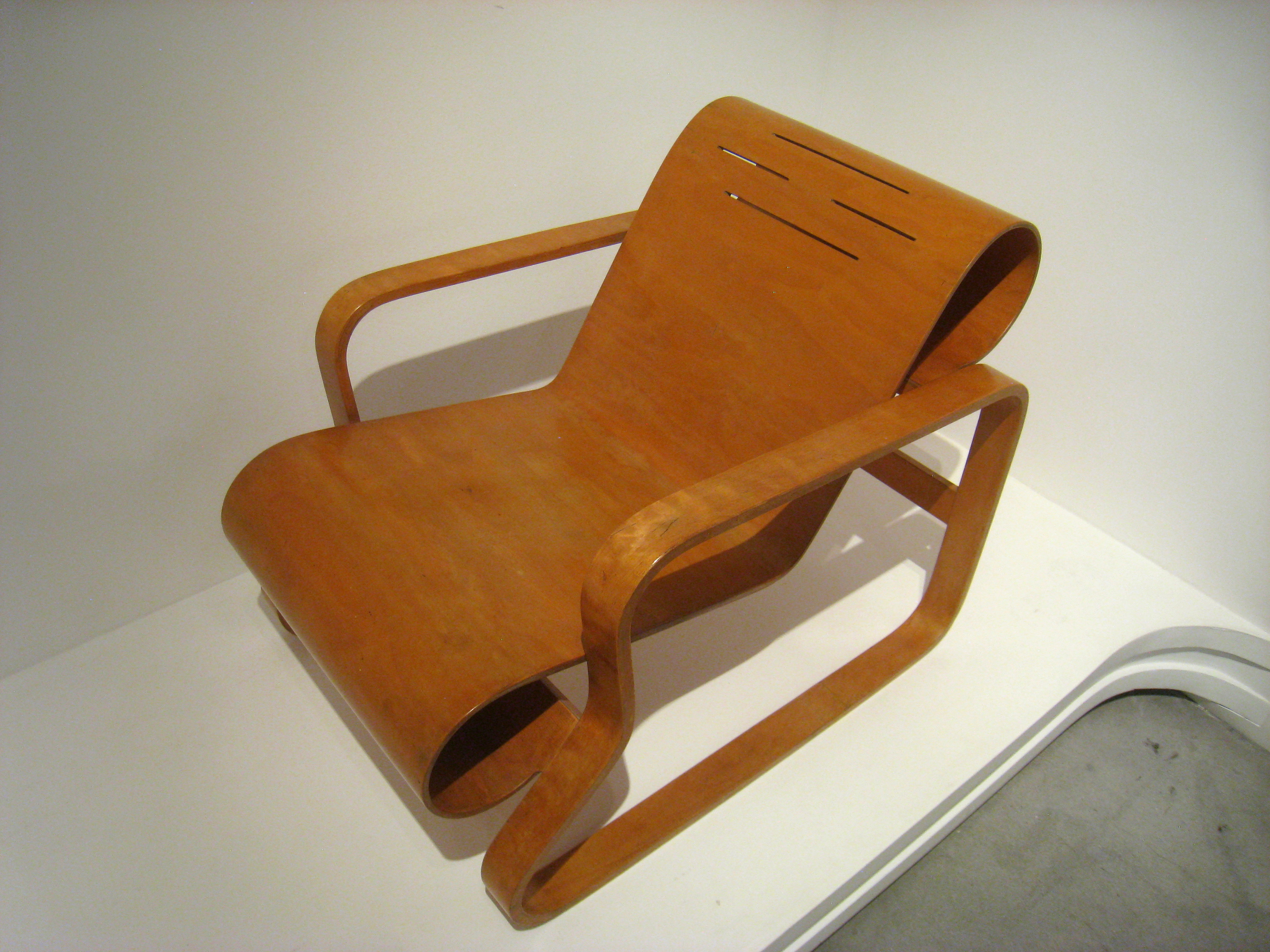
La Poltrona 41 (o Paimio),1930-31

### Gli arredi
Mentre l'edificio era in fase di costruzione, i due coniugi furono incaricati anche della progettazione degli arredi. Inizialmente avevano pensato ad utilizzare i mobili in tubo d'acciaio del Bauhaus ma ben presto optarono per il legno. E così crearono tutti i mobili in legno, fra questi realizzarono anche la Poltrona 41, conosciuta appunto anche come Paimio.
Particolare attenzione fu data anche agli accessori, i lavabi prevedono uno speciale sistema che permette il flusso dell’acqua senza alcun rumore.

### Le abitazioni degli operatori
Le abitazioni degli infermieri e dei medici sono appartate rispetto alla stecca dei degenti. Le abitazioni degli infermieri sono costituite da case a schiera, poste su due livelli e diverse dimensioni rispetto al numero dei famigliari, al piano terreno ci sono quelle più grandi ed al primo piano quelle per scapoli.
Le abitazioni di dirigenti e medici sono costituite da case unifamiliari.

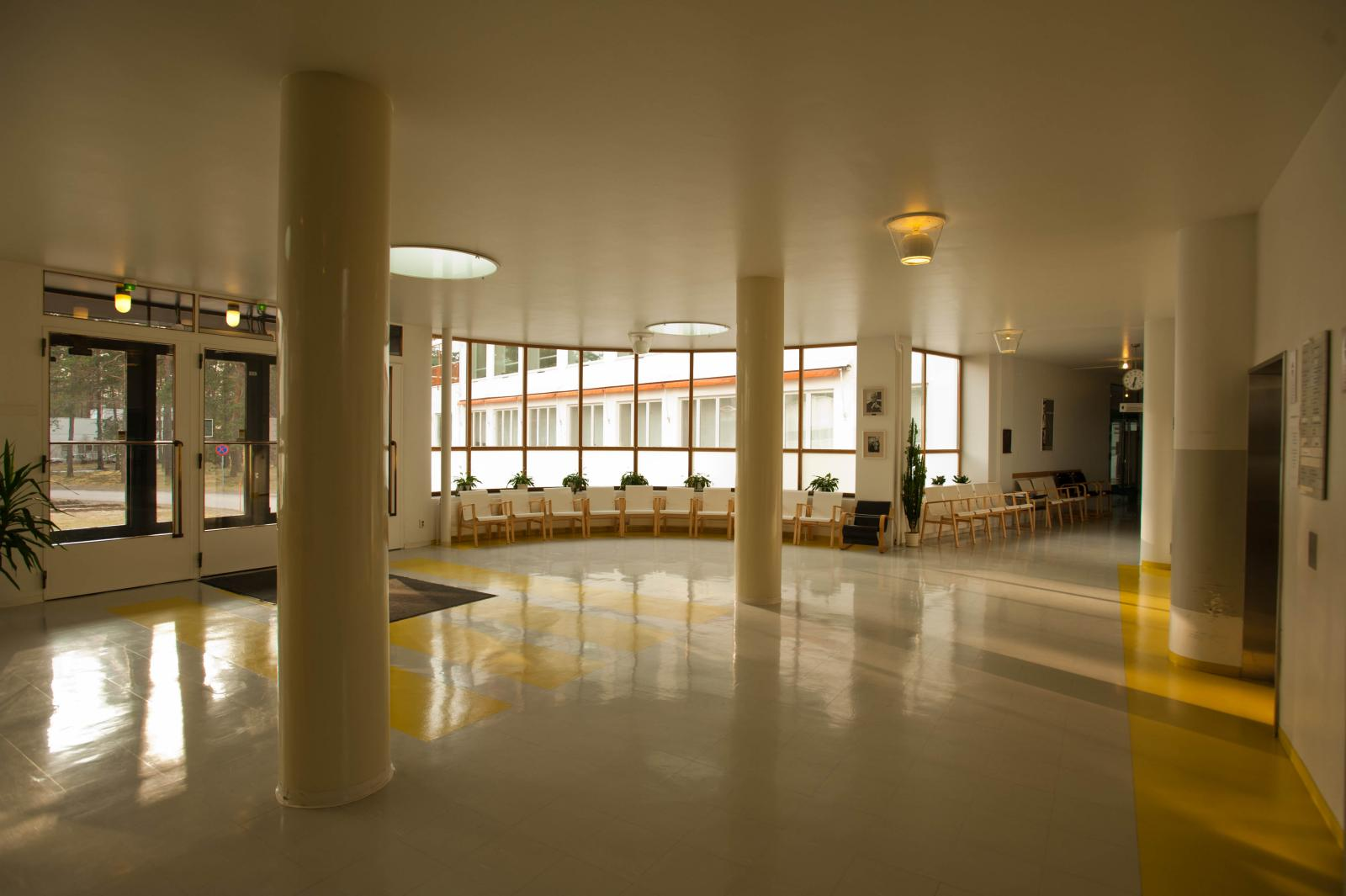
Interno del Sanatorio

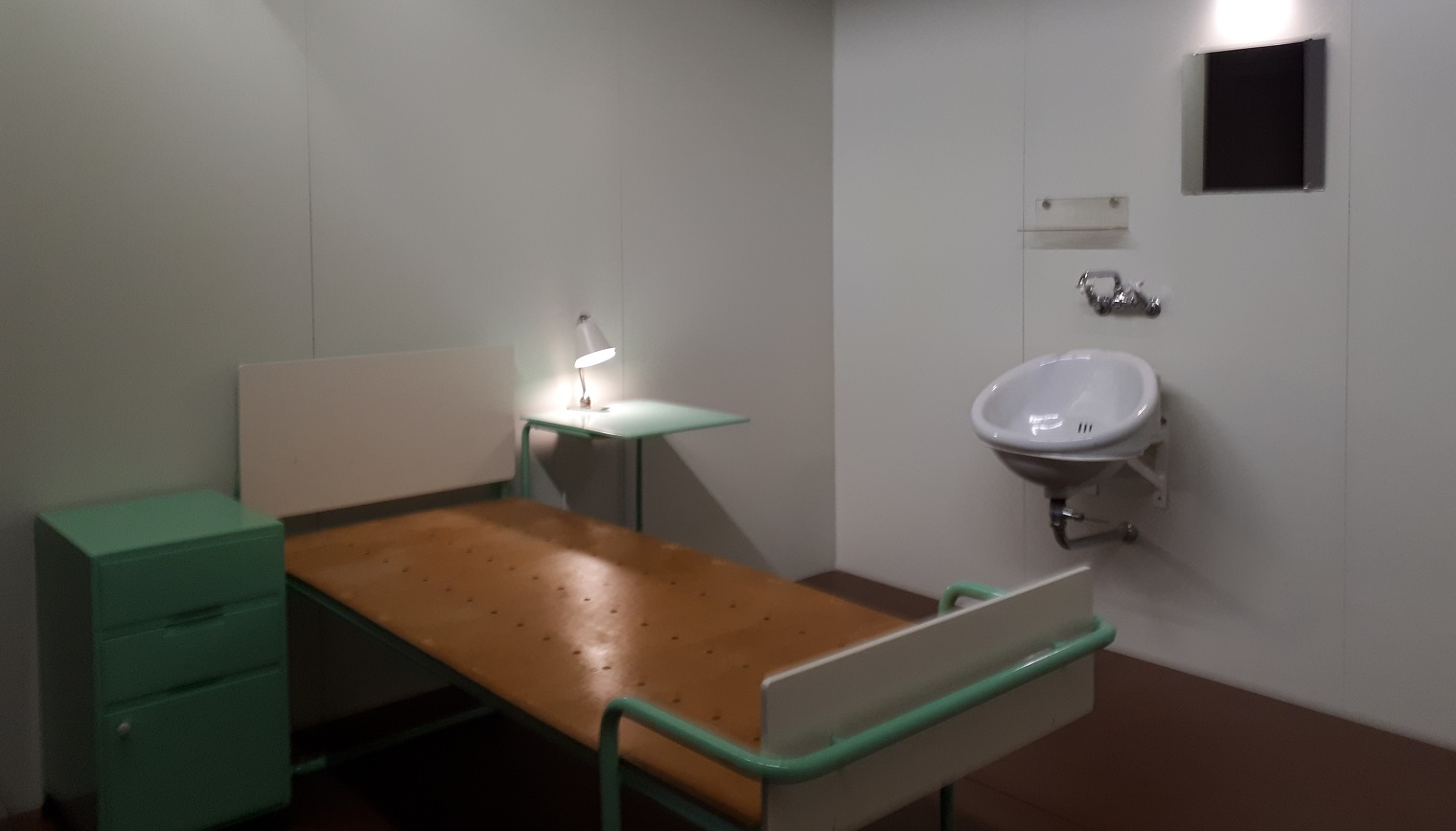
Replica di una stanza del Sanatorio

## Il Sanatorio oggi
Il Sanatorio di Paimio è ancora di proprietà dell'ospedale dell'Università di Turku, ma non è più utilizzato come ospedale. Dal 2014 l'edificio principale e alcune case per il personale fanno parte della Fondazione per la riabilitazione dei bambini e dei giovani istituita nel 2000 dalla Mannerheim League for Child Welfare.
Il 28 gennaio 2004 il sanatorio di Paimio è stato inserito in una lista preliminare per la candidatura al suo riconoscimento come Patrimonio dell'umanità dell'UNESCO.

## Aspetti critici
Quel che colpisce nel Sanatorio di Paimio, opera tuttora attuale e moderna nonostante il secolo trascorso, è la magistrale sintesi operata da Aalto tra il linguaggio rigorosamente funzionalista della ... e una grammatica architettonica personale che, mostrandosi più attenta anche ai bisogni psicologici dell'uomo, va ben oltre il canone razionalista promosso da Gropius e Le Corbusier. Sono molte, infatti, le caratteristiche dell'edificio perfettamente compatibili con la ratio gropiusiana: basti pensare alle finestrature orizzontali continue, ai muri intonacati di bianco, ai balconi profondi, alle vaste vetrate e alle camere di degenza ritmicamente ripetute in maniera seriale. Aalto, tuttavia, non si accontenta di aderire pedissequamente agli stilemi razionalisti e perciò li concilia con un'accorta osservazione dei fattori psicologici operanti in un ambiente ospedaliero, nella prospettiva di «proteggere quanto più è possibile e servire, con i mezzi dell'arte del costruire, il piccolo uomo, in questo caso persino infelice e ammalato».
Da questo serrato dualismo, solo all'apparenza inconciliabile, Aalto ricava un'importante serie di accorgimenti, di natura innanzitutto elioterapica. Profondamente consapevole degli effetti benefici della radiazione solare sui degenti, Aalto orienta e mette in relazione i vari corpi di fabbrica in modo tale da massimizzarne i vantaggi ai fini terapeutici: ecco, allora, che collocando le camere di degenza a sud e disponendo gli ambienti destinati alle attività pomeridiane verso Occidente Aalto segue, seppur in forma planimetrica, il cammino astrale del Sole e sfrutta pienamente - anche con l'alternarsi di balconi e terrazze - i vantaggi dell'elioterapia, configurando quella che Gutheim con una felice espressione ha definito una «trappola per il Sole». Con accorgimenti simili Aalto riesce, per usare una formula celebre, a umanizzare il Razionalismo: al centro dell'indagine architettonica aaltiana, infatti, vi è sempre l'esigenza di aiutare gli uomini fratelli, anche nella progettazione delle singole camere di degenza, le quali - d'altronde - erano quegli ambienti dove si consumava la quasi totalità della routine giornaliera di ciascun paziente. Ciascuna camera può ospitare due pazienti, presenta speciali finestre e pannelli radianti per garantire idonea aeroilluminazione all'ambiente e preservarne la salubrità ed è cinta da pareti perimetrali efficaci sia dal punto di vista cromatico - il loro tenero colore neutro di tintura fornisce sollievo visivo al degente a letto - che fonoassorbente (riducendo, dunque, la trasmissione dei rumori provenienti dai corridoi contigui). Orientati alle esigenze reali dei pazienti sono anche gli arredi di ciascuna stanza, progettati da Aalto con amore quasi artigianale: ciascuna stanza, infatti, è corredata di un armadio di legno compensato, di sedie sinuose in grado di aderire agevolmente al corpo umano e, soprattutto, di uno speciale lavandino attentamente inclinato in modo tale da ammortizzare quasi totalmente l'energia sonora dell'acqua che scorre: una soluzione idonea per un paziente che vuole lavarsi le mani, ad esempio, senza disturbare il sonno del proprio compagno di stanza.
Sono numerosissime altre, tuttavia, le scelte progettuali messe in essere da Aalto nel Sanatorio orientate al benessere fisico e psicologico del paziente: si pensi, ad esempio, all'accurata progettazione dei soggiorni, realizzati in modo tale da fornire affacci sempre diversi e da presentare zone in luce e zone in ombra durante tutto il corso della giornata; o, ancora, agli orientamenti delle camere delle infermiere, appartate rispetto alla stecca dei degenti, dalle quali è impossibile prendere visione dell'ospedale. Decisamente innovativa è anche l'articolazione delle tre stecche, le quali non sono bloccate nella rigida e cartesiana stereometria razionalista bensì ruotano sapientemente nello spazio grazie all'intervento di lievi flessioni, scostamenti e degli attacchi obliqui, che non rendono i corpi di fabbrica delle entità isolate ma al contrario li mettono a disposizione del boscoso paesaggio circostante. Come osservato da Leonardo Benevolo «l'uso delle oblique avvia un processo [...] di individualizzazione e di concretizzazione delle forme, lasciando sussistere scompensi e tensioni che sono equilibrati dalla consistenza fisica degli elementi o dell'ambiente circostante, L'architettura perde in rigore dimostrativo ma acquista calore, ricchezza, cordialità e in definitiva amplia il suo raggio d'azione». Con questa filosofia umanistica, insomma, Aalto dà vita a una struttura efficace, funzionale e - al contempo - in grado di sollecitare la dimensione psicologica dei fruitori, «emana[ndo] una rara atmosfera di ottimismo e di fiducia» (Reed).

### In inglese
- Margaretha Ehrström, Sirkkaliisa Jetsonen and Tommi Lindh, Nomination of Paimio Hospital for Inclusion in the World Heritage List. Museovirasto, Helsinki, 2005.
- Marianna Heikinheimo (2013): Functionalism and Technology, p. 73-79
- Göran Schildt, Alvar Aalto. The Early Years. Rizzoli, New York, 1984.